# Amores Perros
Amores Perros ist das Spielfilmdebüt des mexikanischen Regisseurs Alejandro González Iñárritu aus dem Jahr 2000. Das Drama basiert auf dem komplexen Originaldrehbuch des mexikanischen Schriftstellers Guillermo Arriaga.

## Handlung
In seinem hochgelobten Debütfilm erzählt der mexikanische Regisseur Alejandro González Iñárritu drei Episoden über Liebe, Hass, Träume und Tod in der Millionenmetropole Mexiko-Stadt, die sich durch einen schweren Autounfall schicksalhaft überschneiden.

### Octavio und Susana
Die erste Episode handelt vom jungen und naiven Octavio, der zusammen mit seinem Bruder Ramiro, dessen Frau Susana und Kind sowie seiner Mutter in einem kleinen Haus in den armen Teilen der Stadt lebt. Während der zu Gewalt neigende Ramiro gelegentlich Apotheken überfällt, um seine kleine Familie zu ernähren, nimmt Octavio mit dem gemeinsamen Hund Khofi an brutalen Hundewettkämpfen teil. Octavio und Susana beginnen eine Affäre und träumen von einer besseren Zukunft, die er mit dem gewonnenen Geld aus den Hundewettkämpfen finanzieren will. Doch stattdessen machen sich Ramiro und Susana mit Octavios Geld aus dem Staub. Bei einem letzten Hundekampf wird Octavio von seinem Gegner betrogen. Octavio sticht den Betrüger nieder und verursacht auf der Flucht vor dessen Kumpanen einen Autounfall.

### Valeria und Daniel
Valeria steht auf der Sonnenseite des Lebens. Sie ist Top-Model und lächelt nach einer für sie einträglichen Parfümkampagne von riesigen Werbeplakaten in der Innenstadt von Mexiko-Stadt. Zwar behauptet sie in einer TV-Show, dass sie mit dem gutaussehenden Schauspieler Andrés Salgado liiert sei, doch in Wirklichkeit hat Valeria eine Affäre mit dem verheirateten Verleger Daniel. Als Daniel tatsächlich seine Familie verlässt und mit ihr zusammenzieht, erleidet Valeria einen schweren Autounfall. Während sich Valeria in Daniels Wohnung von den Verletzungen erholt, verschwindet ihr Hund Richie unter einem kaputten Dielenbrett und verbleibt dort tagelang. Der vermisste Hund bringt das Paar zum Verzweifeln. Daniel ruft seine Ex-Frau an und lässt andeuten, dass er es bereut, sie für Valeria verlassen zu haben. Valeria versucht währenddessen den Hund zu retten und verletzt sich erneut am Bein. Diese Verletzung führt zu einer schweren arteriellen Thrombose und schließlich zu Nekrosen. Ihr Bein wird amputiert, was Valerias Modelkarriere endgültig beendet. Daniel rettet den Hund Richie von den Dielen. Sie fährt mit ihrem Rollstuhl über den zerstörten Dielenboden und schaut aus dem Fenster, um zu sehen, dass die Werbetafel auf der sie abgebildet wurde, entfernt wurde.

### El Chivo und Maru
Der alte El Chivo lebt gemeinsam mit einer Schar von Hunden in Mexiko-Stadt und verdingt sich als gelegentlicher Auftragskiller, der gelegentlich Auftragsmorde von einem korrupten Polizisten namens Leonardo übernimmt. Nachdem er seinen letzten Mord an einem Geschäftsmann in der Zeitung studiert, fällt ihm die Todesanzeige seiner Frau ins Auge. El Chivo hatte seine Ehefrau und die damals erst zweijährige Tochter Maru vor Jahrzehnten verlassen, um als Guerillakämpfer für eine bessere Zukunft zu kämpfen. Als der alte Mann nun die Trauerfeier besucht und Maru seit langer Zeit zum ersten Mal wiedersieht, versucht er wieder Kontakt mit ihr aufzunehmen. Doch Maru weiß gar nicht, dass Chivo ihr Vater ist.
Bei einem letzten Auftrag beobachtet er den Autounfall von Octavio und Valeria. Während des Chaos am Unfallort klaut er Octavios Geld, bringt den schwerverletzten Hund Khofi zu sich nach Hause und pflegt ihn gesund. Als El Chivo eines Tages außer Haus ist, tötet Khofi alle anderen Hunde.
Währenddessen wird Ramiro bei einem versuchten Banküberfall von Leonardos Kollegen erschossen. Bei Ramiros Beerdigung begegnen sich Octavio und Susana erneut. Er versucht Susana davon zu überzeugen, mit ihm wegzuziehen. Doch Susana lehnt ab und erscheint nicht am Busbahnhof. Während El Chivo um seine Hunde trauert, erfährt er, dass sein Klient und sein beabsichtigtes Opfer Halbbrüder sind. Aufgrund dieses Erlebnisses entführt El Chivo sein beabsichtigtes Opfer, anstatt ihn zu töten. Er sperrt den Mann zusammen mit dem Auftraggeber ein. El Chivo dringt in das Haus seiner Tochter ein und hinterlässt ihr ein großes Bündel Geld zusammen mit einer Nachricht auf ihrem Anrufbeantworter, in der er erklärt, warum er damals seine Familie verlassen hat. Er verkauft den SUV seines Auftraggebers und verschwindet mit Khofi aus der Stadt.

## Kritiken
„Größer als Pulp Fiction.“

„… ein ebenso brutales wie liebevolles Meisterwerk …“

„Amores Perros scheint der erste Klassiker des neuen Jahrhunderts zu sein, mit Szenen, die wahrscheinlich in die Geschichte eingehen werden.“

„Selten wurde Gesellschaftskritik in solch stilistischer Perfektion geübt. Das gewalttätige und zugleich zärtliche (Über-)Lebensporträt wird Filmkunstliebhaber faszinieren.“

„'Amores Perros' zeigt seine Liebe zum Leben, gibt sich aber keinen Illusionen hin. Hoffnung existiert, aber der Mensch selbst tritt sie mit Füßen. So wie Liebe und Hass die Extrempole desselben Gefühls sind, definieren die Widersprüche, am besten vereint in der Figur des gebrochenen Revolutionärs, die wahre Natur des Lebens. Schwer vorstellbar, dass man diesen Film, über den sich lange diskutieren lässt, am Kinoausgang zurücklässt und nicht nachdenklich nach Hause mitnimmt.“

## Auszeichnungen
Amores Perros, der im Jahr 2000 in Cannes seinen Triumphzug mit zwei goldenen Palmen begann, wurde mit über 35 internationalen Festival- und Kritikerpreisen ausgezeichnet und u. a. als bester ausländischer Film für den Golden Globe und als bester fremdsprachiger Film für den Oscar nominiert. Außerdem gewann der Film elf Ariel Awards, das mexikanische Äquivalent zum Oscar.
| Oscar 2001 - nominiert als bester fremdsprachiger Film British Academy Film Awards 2001 - Bester nicht-englischsprachiger Film Golden Globe 2001 - nominiert als bester ausländischer Film Premio Ariel 2001 - Bester Film - Bester Debütfilm - Beste Regie - Bester Hauptdarsteller (Gael García Bernal) - Bester Nebendarsteller (Gustavo Sánchez Parra) - Beste Kamera - Bester Schnitt - Bester Ton - Bestes Set-Design - Bestes Make-up - Beste Spezialeffekte Nominiert in den Kategorien - Bestes Original-Drehbuch - Beste Filmmusik - Beste Kostüme - Beste künstlerische Leitung Bodil 2002 - Bester nicht-amerikanischer Film | Festival de Cine de Bogotá 2000 - Bester Film - Beste Regie - Publikumspreis - Bester Film Boston Society of Film Critics Awards 2001 - Bester ausländischer Film - Zweiter Platz - Bester neuer Regisseur British Independent Film Awards 2001 - nominiert als bester ausländischer Film Internationale Filmfestspiele von Cannes 2000 - Großer Preis der Woche der Kritik - Preis der jungen Kritik Camerimage 2000 - Goldener Frosch für die Kameraarbeit Chicago Film Critics Association Awards 2002 - nominiert als bester ausländischer Film Chicago International Film Festival 2000 - Bester Film - Bester Hauptdarsteller (Gael García Bernal und Emilio Echevarría) - Publikumspreis Cinema Brazil Grand Prize 2002 - Bester ausländischer Film | Edinburgh International Film Festival 2002 - Bester neuer Regisseur Fantasporto 2001 - Bester Film - Beste Regie - Bestes Drehbuch Independent Spirit Awards 2002 - nominiert als bester ausländischer Film London Critics Circle Film Awards 2002 - Bester Regisseur des Jahres Montréal Festival of New Cinema 2002 - Bestes Drehbuch National Board of Review Awards 2001 - Bester ausländischer Film Online Film Critics Society Awards 2001 - nominiert in der Kategorie bester Nachwuchsregisseur Oslo Films from the South Festival 2000 - Bester Film Tokyo International Film Festival 2000 - Beste Regie - Großer Preis von Tokio Valdivia International Film Festival 2000 - Publikumspreis |